# Konferencja Maltańska (1945)
Konferencja Maltańska – trwający od 30 stycznia do 3 lutego 1945 dwustronny szczyt brytyjsko-amerykański na Malcie, którego głównym punktem było spotkanie pomiędzy premierem Wielkiej Brytanii Winstonem Churchillem a prezydentem USA Franklinem Delano Rooseveltem. Konferencja odbyła się w Montgomery House we Florianie tuż przed konferencją jałtańską.

## Tło
Konferencja maltańska odbyła się pod koniec II wojny światowej, w momencie gdy alianci byli bliscy zwycięstwa nad Trzecią Rzeszą.

## Cele
Głównym celem konferencji było stworzenie planu działań, zmierzających do zakończenia II wojny światowej w Europie oraz ustalenie wspólnej strategii w związku ze zbliżającą się konferencją jałtańską, która miała odbyć się kilka dni później. Szczególnie ważne miało być ustalenie kształtu powojennej Europy, z uwzględnieniem podziału stref wpływów pomiędzy zwycięskimi mocarstwami. Pod dyskusję miały zostać podjęte również plany dotyczące działań zbrojnych na Pacyfiku przeciwko Japonii.

## Uczestnicy spotkania
Ze strony USA:
- Franklin Delano Roosevelt - prezydent (obecny od 2 lutego 1945)
- Edward Stettinius - sekretarz stanu
- William Averell Harriman - ambasador USA w ZSRR
- Harry Hopkins- najbliższy i najbardziej zaufany doradca prezydenta
- George Marshall - szef Sztabu Armii Lądowej
- Ernest King - admirał floty (Fleet Admiral), szef sztabu Marynarki Wojennej Stanów Zjednoczonych i Szef Operacji Morskich
- William Daniel Leahy - admirał floty (Fleet Admiral), osobisty szef sztabu prezydenta
- Laurence S. Kuter - generał dywizji, zastępcą sekretarza Sztabu Generalnego Departamentu Wojny
- Jacob Devers - dowódca 6 Grupy Armii.

Ze strony Wielkiej Brytanii:
- Winston Churchill - premier
- Anthony Eden - minister spraw zagranicznych
- Henry Maitland Wilson - marszałek polny British Army, szef przedstawicielstwa brytyjskich połączonych sztabów
- Alan Brooke - marszałek polny British Army, szef Imperialnego Sztabu Generalnego (1941–1946)
- Charles Portal - szef sztabu Royal Air Force
- Andrew Cunningham - naczelny dowódca Królewskiej Marynarki Wojennej i szef Sztabu Morskiego.

## Przebieg konferencji
We wtorek 30 stycznia 1945 o godzinie 10:00 w Montgomery House na Malcie zebrali się Szefowie Połączonych Sztabów. Obecni byli najwyżsi wojskowi z obu krajów. Prezydent USA Franklin Delano Roosevelt na miejscu pojawił się dopiero 2 lutego, ostatniego dnia konferencji maltańskiej.
Ku wielkiemu rozczarowaniu Churchilla przed zbliżającą się konferencją jałtańską nie udało się wypracować wspólnej strategii przeciwko Józefowi Stalinowi, przywódcy ZSRR.

## Ustalenia
Podczas konferencji zgodzono się na niezwłoczne przeprowadzenia zintensyfikowanych operacji wojskowych w celu zakończenia II wojny światowej w Europie oraz wyrażono zgodę na późniejsze postawienie niemieckich zbrodniarzy wojennych przed sądem.